# Liste des chapelles du Val-d'Oise
La liste des chapelles du Val-d'Oise présente les chapelles de culte catholique situées sur le territoire des communes du départements français du Val-d'Oise.
Il est fait état des diverses protections dont elles peuvent bénéficier, et notamment les inscriptions et classements au titre des monuments historiques.
Toutes sont situées dans le diocèse de Pontoise.

## Liste
| Chapelle                                                                           | Commune                 | Adresse | Coordonnées                      | Notice         | Protection                               | Date | Illustration                                                     |
| ---------------------------------------------------------------------------------- | ----------------------- | ------- | -------------------------------- | -------------- | ---------------------------------------- | ---- | ---------------------------------------------------------------- |
| Chapelle Saint-Sauveur d'Aincourt                                                  | Aincourt                |         | 49° 04′ 15″ nord, 1° 46′ 06″ est |                |                                          |      | Chapelle Saint-Sauveur d'Aincourt                                |
| Chapelle Saint-Jean d'Argenteuil                                                   | Argenteuil              |         | 48° 56′ 28″ nord, 2° 14′ 54″ est | « PA00079978 » | Classé MH                                | 1945 | Chapelle Saint-Jean d'Argenteuil                                 |
| Chapelle Sainte-Bernadette d'Argenteuil                                            | Argenteuil              |         | 48° 56′ 30″ nord, 2° 12′ 48″ est |                |                                          |      | Image manquante Téléverser                                       |
| Chapelle de l'hôpital d'Argenteuil                                                 | Argenteuil              |         | 48° 56′ 39″ nord, 2° 15′ 26″ est |                |                                          |      | Image manquante Téléverser                                       |
| Chapelle Sainte-Geneviève d'Argenteuil                                             | Argenteuil              |         | 48° 57′ 13″ nord, 2° 15′ 42″ est |                |                                          |      | Chapelle Sainte-Geneviève d'Argenteuil                           |
| Chapelle de l'hospice des Sœurs Saint-Lazare d'Argenteuil                          | Argenteuil              |         | 48° 56′ 36″ nord, 2° 14′ 45″ est |                |                                          |      | Image manquante Téléverser                                       |
| Chapelle Notre-Dame-de-Lourdes d'Arnouville                                        | Arnouville              |         | 48° 59′ 36″ nord, 2° 24′ 43″ est |                |                                          |      | Image manquante Téléverser                                       |
| Chapelle Notre-Dame de Baillon                                                     | Asnières-sur-Oise       |         | 49° 08′ 51″ nord, 2° 24′ 05″ est |                |                                          |      | Chapelle Notre-Dame de Baillon                                   |
| Chapelle Saint-Nicolas du Valhermeil                                               | Auvers-sur-Oise         |         | 49° 04′ 08″ nord, 2° 08′ 03″ est | « PA00079991 » | Inscrit MH                               | 1948 | Chapelle Saint-Nicolas du Valhermeil                             |
| Ancienne chapelle Saint-Nicolas du Valhermeil                                      | Auvers-sur-Oise         |         | à géolocaliser                   |                |                                          |      | Ancienne chapelle Saint-Nicolas du Valhermeil                    |
| Chapelle du centre hospitalier de Beaumont-sur-Oise                                | Beaumont-sur-Oise       |         | à géolocaliser                   |                |                                          |      | Image manquante Téléverser                                       |
| Chapelle Jeanne-d'Arc de Beaumont-sur-Oise                                         | Beaumont-sur-Oise       |         | 49° 08′ 38″ nord, 2° 17′ 17″ est |                |                                          |      | Chapelle Jeanne-d'Arc de Beaumont-sur-Oise                       |
| Chapelle de Chars                                                                  | Chars                   |         | 49° 09′ 42″ nord, 1° 55′ 51″ est |                |                                          |      | Chapelle de Chars                                                |
| Chapelle Saint-Laurent de Méré                                                     | Chaussy                 |         | 49° 06′ 19″ nord, 1° 42′ 20″ est | « PA00080021 » | Inscrit MH Vestiges                      | 1950 | Chapelle Saint-Laurent de Méré                                   |
| Chapelle Saint-Michel-et-Saint-Antoine du château de Villarceaux                   | Chaussy                 |         | 49° 07′ 30″ nord, 1° 42′ 23″ est |                |                                          |      | Chapelle Saint-Michel-et-Saint-Antoine du château de Villarceaux |
| Chapelle du Christ-Roi de Cormeilles-en-Parisis                                    | Cormeilles-en-Parisis   |         | à géolocaliser                   |                |                                          |      | Image manquante Téléverser                                       |
| Chapelle Notre-Dame-des-Chênes d'Ermont                                            | Ermont                  |         | 48° 59′ 23″ nord, 2° 15′ 33″ est |                |                                          |      | Image manquante Téléverser                                       |
| Chapelle du Sacré-Cœur de l'orphelinat des sœurs de Saint-Vincent-de-Paul d'Ermont | Ermont                  |         | 48° 59′ 07″ nord, 2° 15′ 17″ est |                |                                          |      | Image manquante Téléverser                                       |
| Chapelle Sainte-Thérèse-de-Lisieux de Fosses                                       | Fosses                  |         | 49° 05′ 55″ nord, 2° 30′ 55″ est |                |                                          |      | Chapelle Sainte-Thérèse-de-Lisieux de Fosses                     |
| Chapelle Notre-Dame-des-Neiges de Gérocourt                                        | Génicourt               |         | 49° 06′ 04″ nord, 2° 03′ 24″ est |                |                                          |      | Chapelle Notre-Dame-des-Neiges de Gérocourt                      |
| Chapelle Sainte-Marie-Madeleine du Ruel                                            | Haravilliers            |         | 49° 10′ 13″ nord, 2° 01′ 30″ est |                |                                          |      | Image manquante Téléverser                                       |
| Chapelle Saint-Vincent de Herblay                                                  | Herblay-sur-Seine       |         | 48° 59′ 26″ nord, 2° 09′ 53″ est |                |                                          |      | Image manquante Téléverser                                       |
| Chapelle Sainte-Marguerite d'Hodent                                                | Hodent                  |         | 49° 08′ 47″ nord, 1° 46′ 06″ est | « PA00080093 » | Inscrit MH                               | 1953 | Chapelle Sainte-Marguerite d'Hodent                              |
| Chapelle Saint-Robert de Hédouville                                                | Hédouville              |         | 49° 09′ 55″ nord, 2° 11′ 22″ est |                |                                          |      | Chapelle Saint-Robert de Hédouville                              |
| Chapelle de Stors                                                                  | L'Isle-Adam             |         | 49° 05′ 25″ nord, 2° 12′ 37″ est |                |                                          |      | Chapelle de Stors                                                |
| Chapelle de l'hôpital de Luzarches                                                 | Luzarches               |         | à géolocaliser                   |                |                                          |      | Image manquante Téléverser                                       |
| Ancienne chapelle de Chaumontel                                                    | Luzarches               |         | 49° 07′ 10″ nord, 2° 26′ 22″ est |                |                                          |      | Ancienne chapelle de Chaumontel                                  |
| Chapelle du cimetière de Magny-en-Vexin                                            | Magny-en-Vexin          |         | 49° 09′ 25″ nord, 1° 46′ 33″ est |                |                                          |      | Image manquante Téléverser                                       |
| Chapelle de la maison de retraite de Marines                                       | Marines                 |         | 49° 08′ 51″ nord, 1° 58′ 33″ est |                |                                          |      | Image manquante Téléverser                                       |
| Chapelle Saint-Joseph de Montigny-lès-Cormeilles                                   | Montigny-lès-Cormeilles |         | 48° 59′ 34″ nord, 2° 11′ 42″ est |                |                                          |      | Image manquante Téléverser                                       |
| Chapelle Sainte-Thérèse de Montmagny                                               | Montmagny               |         | 48° 57′ 43″ nord, 2° 19′ 56″ est | « PA00125477 » | Classé MH                                | 1997 | Chapelle Sainte-Thérèse de Montmagny                             |
| Chapelle de Mours                                                                  | Mours                   |         | 49° 08′ 06″ nord, 2° 16′ 24″ est |                |                                          |      | Image manquante Téléverser                                       |
| Chapelle des Pères Blancs de Mours                                                 | Mours                   |         | 49° 07′ 56″ nord, 2° 16′ 19″ est |                |                                          |      | Image manquante Téléverser                                       |
| Chapelle Notre-Dame de Mours                                                       | Mours                   |         | 49° 07′ 58″ nord, 2° 16′ 16″ est |                |                                          |      | Chapelle Notre-Dame de Mours                                     |
| Chapelle des Pallottines d'Osny                                                    | Osny                    |         | 49° 03′ 45″ nord, 2° 04′ 23″ est |                |                                          |      | Chapelle des Pallottines d'Osny                                  |
| Chapelle des Cordeliers de Pontoise                                                | Pontoise                |         | 49° 03′ 02″ nord, 2° 06′ 03″ est | « PA00080164 » | Inscrit MH Restes de fenêtres subsistant | 1929 | Chapelle des Cordeliers de Pontoise                              |
| Chapelle Saint-Mathias de Pontoise                                                 | Pontoise                |         | 49° 03′ 23″ nord, 2° 05′ 50″ est |                |                                          |      | Chapelle Saint-Mathias de Pontoise                               |
| Chapelle de l'Hermitage de Pontoise                                                | Pontoise                |         | 49° 03′ 17″ nord, 2° 06′ 22″ est |                |                                          |      | Chapelle de l'Hermitage de Pontoise                              |
| Chapelle Sainte-Thérèse-de-l’Enfant-Jésus de Puiseux-en-France                     | Puiseux-en-France       |         | 49° 03′ 31″ nord, 2° 29′ 58″ est |                |                                          |      | Image manquante Téléverser                                       |
| Chapelle de l'aéroport Paris-Charles de Gaulle                                     | Roissy-en-France        |         | 49° 00′ 17″ nord, 2° 35′ 06″ est |                |                                          |      | Chapelle de l'aéroport Paris-Charles de Gaulle                   |
| Chapelle de l'Ermitage Saint-Clair de Saint-Clair-sur-Epte                         | Saint-Clair-sur-Epte    |         | à géolocaliser                   |                |                                          |      | Image manquante Téléverser                                       |
| Chapelle du cimetière de Saint-Clair-sur-Epte                                      | Saint-Clair-sur-Epte    |         | 49° 12′ 30″ nord, 1° 41′ 03″ est |                |                                          |      | Image manquante Téléverser                                       |
| Chapelle de la Vierge du château de Magnitot                                       | Saint-Gervais           |         | 49° 10′ 01″ nord, 1° 44′ 15″ est |                |                                          |      | Chapelle de la Vierge du château de Magnitot                     |
| Chapelle Saint-Paul de Saint-Gratien                                               | Saint-Gratien           |         | 48° 57′ 40″ nord, 2° 17′ 05″ est |                |                                          |      | Image manquante Téléverser                                       |
| Chapelle Notre-Dame de Saint-Leu-la-Forêt                                          | Saint-Leu-la-Forêt      |         | 49° 00′ 39″ nord, 2° 14′ 15″ est |                |                                          |      | Image manquante Téléverser                                       |
| Chapelle Saint-Jean-Baptiste de Saint-Ouen-l'Aumône                                | Saint-Ouen-l'Aumône     |         | 49° 03′ 14″ nord, 2° 07′ 23″ est |                |                                          |      | Image manquante Téléverser                                       |
| Chapelle Sainte-Thérèse de Saint-Ouen-l'Aumône                                     | Saint-Ouen-l'Aumône     |         | 49° 02′ 46″ nord, 2° 06′ 35″ est |                |                                          |      | Image manquante Téléverser                                       |
| Chapelle Notre-Dame-de-la-Vallée de Saint-Prix                                     | Saint-Prix              |         | 49° 00′ 11″ nord, 2° 15′ 37″ est |                |                                          |      | Image manquante Téléverser                                       |
| Chapelle Notre-Dame-de-Massabielle de Saint-Prix                                   | Saint-Prix              |         | 49° 00′ 48″ nord, 2° 16′ 22″ est |                |                                          |      | Image manquante Téléverser                                       |
| Chapelle Notre-Dame-de-Montmélian                                                  | Saint-Witz              |         | 49° 05′ 30″ nord, 2° 34′ 45″ est |                |                                          |      | Chapelle Notre-Dame-de-Montmélian                                |
| Chapelle Saint-Christophe de Sannois                                               | Sannois                 |         | 48° 58′ 16″ nord, 2° 16′ 07″ est |                |                                          |      | Image manquante Téléverser                                       |
| Chapelle du château de Rueil                                                       | Seraincourt             |         | 49° 02′ 51″ nord, 1° 52′ 45″ est |                |                                          |      | Chapelle du château de Rueil                                     |
| Chapelle Notre-Dame-du-Bon-Secours de Seugy                                        | Seugy                   |         | 49° 07′ 15″ nord, 2° 23′ 50″ est |                |                                          |      | Chapelle Notre-Dame-du-Bon-Secours de Seugy                      |
| Chapelle Notre-Dame-des-Champs de Taverny                                          | Taverny                 |         | 49° 01′ 01″ nord, 2° 12′ 34″ est |                |                                          |      | Image manquante Téléverser                                       |
| Chapelle funéraire Rohan-Chabot                                                    | Taverny                 |         | 49° 01′ 49″ nord, 2° 13′ 37″ est |                |                                          |      | Image manquante Téléverser                                       |
| Chapelle Saint-Claude de Theuville                                                 | Theuville               |         | 49° 09′ 13″ nord, 2° 04′ 22″ est | « PA00080214 » | Inscrit MH                               | 1926 | Chapelle Saint-Claude de Theuville                               |
| Chapelle Notre-Dame-des-Victoires de Vaudherland                                   | Vaudherland             |         | 49° 00′ 04″ nord, 2° 29′ 15″ est |                |                                          |      | Chapelle Notre-Dame-des-Victoires de Vaudherland                 |
| Chapelle des Millonets                                                             | Vienne-en-Arthies       |         | 49° 03′ 57″ nord, 1° 43′ 01″ est |                |                                          |      | Chapelle des Millonets                                           |
| Chapelle Saint-Joseph de Vienne-en-Arthies                                         | Vienne-en-Arthies       |         | 49° 03′ 56″ nord, 1° 44′ 01″ est |                |                                          |      | Chapelle Saint-Joseph de Vienne-en-Arthies                       |